# Jordi II d'Abkhàzia
Jordi II d'Abkhàzia (en georgià: გიორგი II Guiorgui III) fou un rei d'Abkhàzia de la dinastia dels Antxabadze de 923 a 957. El seu llarg regnat constitueixi l'apogeu del domini dels reis abkhazis sobre el regne dels kartvels.

## Biografia
Jordi II era el fill del rei Constantí III d'Abkhàzia al que va succeir el 923. Durant els set primers anys del seu regnat, va enfrontar la competència del seu germà Bagrat II d'Abkhàzia.
El seu poder assegurat, Jordi II prosseguí la política d'expansió del seu predecessor cap als principats georgians.
Amb l'acord de la noblesa local del Kartli, va nomenar el seu fill gran Constantí virrei d'Ibèria. Tres anys més tard, aquest últim tempta de retre's independent del seu pare. Jordi II va entrar a Kartli i va assetjar al seu fill a la ciutat-fortalesa d'Uplistsikhe (literalment Fortalesa del Senyor, en georgià). Aquest últim, capturat per traïció, fou cegat i castrat. El virregnat de Kartli fou llavors confiat al segon dels fills del rei, el futur Lleó III d'Abkhàzia.
Jordi II va emprendre a continuació una campanya a Kakhètia que va assolar abans de sotmetre al príncep Ciríac II de Kakhètia. Poc de temps abans la seva mort, va encarregar al seu fill el futur rei Lleó III, virrei de Kartli, de sotmetre de nou el príncep de Kakhètia que s'havia revoltat.
Amb la finalitat de consolidar la seva supremacia sobre els bagràtides, Jordi II va imposar vassallatge al príncep Gurguèn I d'Ibèria, rei titular de Kartli però que no controla de fet més que el Tao XXX i la Klardjètia, i li va donar la seva filla Gourandoukt com esposa.
Durant el seu regnat, Jordi II fou fidel a l'Imperi byzantin que li va concedir el títol de « Magistros ». Fou igualment un ardent promotor de l'Església ortodoxa de ritus calcedonià i obtingué la conversió definitiva dels ossets. L'historiador armeni Asolik informa de l'incident següent : el 943, el « Rei de reis » Abas I d'Armènia, que estava casat amb una filla de Jordi II, s'afanyà a fer consagrar seguin el ritu gregorià la nova catedral que havia fet edificar a Kars. Un cap de guerra abkhazi nomenat Ber, que intervenia potser pel seu propi compte, va fer una incursió a Armènia amb una tropa armada i va ordenar als armenis de consagrar el monument seguin el ritu ortodox. El rei Abas va aixafar la tropa dels abkhazis i va fer cegar a Ber.

## Família i descendència
Georges es va casar amb una dona anomenada Helena, d'origen desconegut, de la qual va tenir :
- Constantí, virrei d'Ibèria del 923 al 926, cegat i castrat pel seu pare per rebel·lió ;
- Lleó III d'Abkhàzia, virrei d'Ibèria del 926 al 957 ;
- Demetri III d'Abkhàzia ;
- Teodosi III d'Abkhàzia ;
- Bagrat, estudiant a Constantinoble ;
- una filla, que es va casar amb el príncep Xurta de Kakhètia ;
- Gourandoukht, esposa de Gurguèn I d'Ibèria ;
- una filla, que es va casar amb Abas I d'Armènia.[4]